# Чайковський Едуард Феліксович
Едуа́рд Фе́ліксович Чайко́вський (* 17 листопада 1921, село Іванівка, нині Ярмолинецького району Хмельницької області — † 30 січня 1984, Харків) — український фізик. Доктор фізико-математичних наук (1967). Професор (1970). Заслужений діяч науки УРСР (1982).

## Біографія
Едуард Феліксович Чайковський народився 17 листопада 1921 року в селі Іванівка, нині Ярмолинецького району Хмельницької області. 1945 року став членом ВКП(б). 1952 року закінчив Харківський університет.
Від 1961 року працював у Всесоюзному науково-дослідному інституті монокристалів, від 1976 року — у Науково-виробничому об'єднанні «Монокристалреактив». Був директором цього закладу.
Основні праці з фізики твердого тіла та фізичної електроніки.
Нагороджено орденом Трудового Червоного Прапора.
Помер 30 січня 1984 року в Харкові на 63-му році життя.